# Rhett Warrener
Rhett Warrener (né le 27 janvier 1976 à Shaunavon dans la province de Saskatchewan au Canada) est un joueur professionnel canadien de hockey sur glace. Il évoluait au poste de défenseur.

## Biographie
Après avoir joué deux saisons entières avec les Blades de Saskatoon de la Ligue de hockey de l'Ouest, Rhett Warrener a été repêché par les Panthers de la Floride au 27e rang, second tour du repêchage d'entrée dans la LNH 1994. Il fait ses débuts avec les Panthers lors de la saison 1995-1996 en jouant 28 matchs. Lors de cette même saison, il atteint lors des séries éliminatoires la finale de la Coupe Stanley avec l'équipe, finale perdue contre l'Avalanche du Colorado.
Il joue avec les Panthers jusqu'en 1999 alors qu'il est échangé en cours de saison aux Sabres de Buffalo. Il a joué quatre saisons et demie avec Buffalo puis rejoint les Flames de Calgary en 2003. 
Au cours de sa carrière, Warrener a joué deux autres finales de la Coupe Stanley (en 1999 avec les Sabres et en 2004 avec les Flames) mais sans toutefois remporter le précieux trophée.
Il prend sa retraite en 2009 après avoir manqué la saison 2008-2009 entière à cause d'une blessure à l'épaule et devient recruteur pour les Flames.

## Statistiques

### En club
| Saison     | Équipe                  | Ligue      |     | Saison régulière | Saison régulière | Saison régulière | Saison régulière | Saison régulière |   | Séries éliminatoires | Séries éliminatoires | Séries éliminatoires | Séries éliminatoires | Séries éliminatoires |
| Saison     | Équipe                  | Ligue      | PJ  | B                | A                | Pts              | Pun              | PJ               | B | A                    | Pts                  | Pun                  |                      |                      |
| 1991-1992  | Blades de Saskatoon     | LHOu       | 2   | 0                | 0                | 0                | 0                | -                | - | -                    | -                    | -                    |                      |                      |
| 1992-1993  | Blades de Saskatoon     | LHOu       | 68  | 2                | 17               | 19               | 100              | 9                | 0 | 0                    | 0                    | 14                   |                      |                      |
| 1993-1994  | Blades de Saskatoon     | LHOu       | 61  | 7                | 19               | 26               | 131              | 16               | 0 | 5                    | 5                    | 33                   |                      |                      |
| 1994-1995  | Blades de Saskatoon     | LHOu       | 66  | 13               | 26               | 39               | 137              | 10               | 0 | 3                    | 3                    | 6                    |                      |                      |
| 1995-1996  | Monarchs de la Caroline | LAH        | 9   | 0                | 0                | 0                | 4                | -                | - | -                    | -                    | -                    |                      |                      |
| 1995-1996  | Panthers de la Floride  | LNH        | 28  | 0                | 3                | 3                | 46               | 21               | 0 | 3                    | 3                    | 10                   |                      |                      |
| 1996-1997  | Panthers de la Floride  | LNH        | 62  | 4                | 9                | 13               | 88               | 5                | 0 | 0                    | 0                    | 0                    |                      |                      |
| 1997-1998  | Panthers de la Floride  | LNH        | 79  | 0                | 4                | 4                | 99               | -                | - | -                    | -                    | -                    |                      |                      |
| 1998-1999  | Panthers de la Floride  | LNH        | 48  | 0                | 7                | 7                | 64               | -                | - | -                    | -                    | -                    |                      |                      |
| 1998-1999  | Sabres de Buffalo       | LNH        | 13  | 1                | 0                | 1                | 20               | 20               | 1 | 3                    | 4                    | 32                   |                      |                      |
| 1999-2000  | Sabres de Buffalo       | LNH        | 61  | 0                | 3                | 3                | 89               | 5                | 0 | 0                    | 0                    | 2                    |                      |                      |
| 2000-2001  | Sabres de Buffalo       | LNH        | 77  | 3                | 16               | 19               | 78               | 13               | 0 | 2                    | 2                    | 4                    |                      |                      |
| 2001-2002  | Sabres de Buffalo       | LNH        | 65  | 5                | 5                | 10               | 113              | -                | - | -                    | -                    | -                    |                      |                      |
| 2002-2003  | Sabres de Buffalo       | LNH        | 50  | 0                | 9                | 9                | 63               | -                | - | -                    | -                    | -                    |                      |                      |
| 2003-2004  | Flames de Calgary       | LNH        | 77  | 3                | 14               | 17               | 97               | 24               | 0 | 1                    | 1                    | 6                    |                      |                      |
| 2005-2006  | Flames de Calgary       | LNH        | 61  | 3                | 3                | 6                | 54               | 7                | 0 | 0                    | 0                    | 14                   |                      |                      |
| 2006-2007  | Flames de Calgary       | LNH        | 62  | 4                | 6                | 10               | 67               | 6                | 0 | 0                    | 0                    | 10                   |                      |                      |
| 2007-2008  | Flames de Calgary       | LNH        | 31  | 1                | 3                | 4                | 21               | -                | - | -                    | -                    | -                    |                      |                      |
| Totaux LNH | Totaux LNH              | Totaux LNH | 714 | 24               | 82               | 106              | 899              | 101              | 1 | 7                    | 8                    | 68                   |                      |                      |

### En équipe nationale
| Année | Équipe         | Compétition                  |   | PJ | B | A | Pts | Pun                |  | Résultat |
| 1993  | Canada -18 ans | Coupe Pacifique              | 5 | 0  | 0 | 0 | 0   | Médaille de bronze |  |          |
| 1996  | Canada -20 ans | Championnat du monde -20 ans | 6 | 0  | 0 | 0 | 4   | Médaille d'or      |  |          |

## Transactions en carrière
- 23 mars 1999 : échangé par les Panthers de la Floride aux Sabres de Buffalo avec un choix de cinquième ronde au repêchage de 1999 (Ryan Miller) contre Mike Wilson ;
- 3 juillet 2003 : échangé par les Sabres de Buffalo aux Flames de Calgary avec Steven Reinprecht contre Chris Drury et Steve Bégin.